# Asociación Deportiva Ciudad de Guadalajara
Maillots
Actualités
Dernière mise à jour : 15 janvier 2020.
L' Asociación Deportiva Ciudad de Guadalajara est un club espagnol de handball situé dans la ville de Guadalajara dans la Province de Guadalajara. Fondé en 2007, le club évolue actuellement en Liga ASOBAL.

## Histoire
L'AD Ciudad de Guadalajara est créé en 2007 avec le soutien du groupe immobilier Reálitas sur les cendres du Club Balonmano Guadalajara (es) disparu en 1996 alors qu'il évoluait en Liga ASOBAL.
L'équipe est tout d'abord prise en charge par Fernando Bolea, ancien joueur du CD Bidasoa et du BM Aragón. Pour sa première saison, le club évolue en 3e division avec pour objectif de monter en División de Honor Plata, objectif certes ambitieux mais finalement réaliste puisque le club parvient à accéder à l'échelon supérieur.
Pour sa deuxième saison d’existence et sa première participation en División de Honor Plata, le club fait appel à des renforts tels que Andrés Epeldegui, Sergio de la Salud ou encore Cristian Canzoniero. Cette première saison dans l'antichambre du handball espagnol est de bonne facture puisque le club réussit à se qualifier en Play-off d'accession. Vainqueur de demi-finale du PRASA Pozoblanco, 34 à 30, le club s'incline toutefois en finale face au CB Cangas et n'accède donc pas en Liga ASOBAL. La saison suivante, le club termine la saison régulière à la deuxième place derrière le CB Puerto Sagunto. Le club s'impose 30 à 27 en demi-finale d'accession face au ARS Palma del Río puis 30 à 29 en finale face au BM Pozoblanco, synonyme de montée en Liga ASOBAL.
Lors de ces trois premières saisons, le club parvient à se maintenir dans l'élite en finissant sur une honnête 13e place pour sa première édition en 2011, puis 14e, soit le premier non-relégable, en 2012 et à nouveau à la 13e place en 2013.
Ainsi, le handball connait un regain d'intérêt dans la ville grâce aux résultats du club mais aussi aux événements que la ville de Guadalajara accueille : la Supercoupe d'Espagne en 2009 entre le FC Barcelone et le BM Ciudad Real puis la Coupe du Président du Championnat du monde 2013.

## Parcours
| Saison                                      | Niveau                                      | Classement                                  |
| Parcours du Club Balonmano Guadalajara (es) | Parcours du Club Balonmano Guadalajara (es) | Parcours du Club Balonmano Guadalajara (es) |
| ------------------------------------------- | ------------------------------------------- | ------------------------------------------- |
| 1990-1991                                   | 2                                           | ?                                           |
| 1991-1992                                   | 1                                           | 15e (en)                                    |
| 1992-1993                                   | 2                                           | ?                                           |
| 1993-1994                                   | 1                                           | 14e (en)                                    |
| 1994-1995                                   | 1                                           | 11e (en)                                    |
| 1995-1996                                   | 1                                           | 10e (en)                                    |
| Parcours de l'ADC Guadalajara               |                                             |                                             |
| 2007-2008                                   | 3                                           | 2e                                          |
| 2008-2009                                   | 2                                           | 4e                                          |
| 2009-2010                                   | 2                                           | 2e                                          |
| 2010-2011                                   | 1                                           | 13e                                         |
| 2011-2012                                   | 1                                           | 14e                                         |
| 2012-2013                                   | 1                                           | 13e                                         |
| 2013-2014                                   | 1                                           | 8e                                          |
| 2014-2015                                   | 1                                           | 11e                                         |
| 2015-2016                                   | 1                                           | 12e                                         |
| 2016-2017                                   | 1                                           | 10e                                         |
| 2017-2018                                   | 1                                           | 8e                                          |
| 2018-2019                                   | 1                                           | 12e                                         |
| 2019-2020                                   | 1                                           | 7e                                          |
| 2020-2021                                   | 1                                           | 15e                                         |
| 2021-2022                                   | 2                                           | 1er                                         |
| 2022-2023                                   | 1                                           | 15e                                         |
| 2023-2024                                   | 2                                           | 1er                                         |
| 2024-2025                                   | 1                                           | en cours                                    |

## Effectif 2019-2020
| N° | Poste | Nom                | Date de naissance         | Taille | Arrivée | Club précédent      | Sélection |
| -- | ----- | ------------------ | ------------------------- | ------ | ------- | ------------------- | --------- |
| 1  | GB    | Saeid Barkhordari  | 7 mai 1989 (30 ans)       | 1,90 m | 2019    | CB Santoña          | Iran      |
| 44 | GB    | Daniel Santamaría  | 19 janvier 2001 (18 ans)  | 1,86 m | 2019    | Prado Marianistas   | -         |
| 47 | GB    | José Hombrados     | 7 avril 1972 (47 ans)     | 1,97 m | 2015    | HSG Wetzlar         | Espagne   |
| 18 | ALG   | Íñigo Barricart    | 30 août 1995 (24 ans)     | 1,95 m | 2019    | Helvetia Anaitasuna | -         |
| 32 | ALG   | Dariel García      | 31 décembre 1996 (22 ans) | 1,97 m | 2019    | Naturhouse la Rioja | Cuba      |
| 20 | ALD   | Ignacio Moya       | 10 mai 1993 (26 ans)      | 1,75 m | 2015    | BM Ciudad Encantada | -         |
| 21 | ALD   | Jaime Gallardo     | 2 décembre 1998 (21 ans)  | 1,80 m | 2017    | Formé au club       | -         |
| 8  | DC    | Chema Márquez      | 20 décembre 1996 (23 ans) | 1,87 m | 2015    | Formé au club       | Espagne   |
| 9  | DC    | Victor Montoya     | 22 mars 1990 (29 ans)     | 1,77 m | 2015    | Gijón Jovellanos    | -         |
| 28 | DC    | Javier Bodí        | 9 mai 2001 (18 ans)       | 1,85 m | 2019    | CB Alicante         | -         |
| 5  | ARG   | Antonio Serradilla | 10 janvier 1999 (20 ans)  | 1,98 m | 2018    | CB Montequinto      | -         |
| 7  | ARG   | Javier Chacón      | 13 février 2002 (17 ans)  | 1,85 m | 2019    | CB Pozuelo          | -         |
| 22 | ARG   | Pablo Paredes      | 5 mars 1995 (24 ans)      | 2,06 m | 2018    | Naturhouse la Rioja | -         |
| 10 | ARD   | Arthur William     | 10 avril 1995 (24 ans)    | 1,85 m | 2019    | EC Pinheiros        | Brésil    |
| 13 | ARD   | Alberto Sanz       | 6 mars 1998 (21 ans)      | 1,94 m | 2016    | Formé au club       | -         |
| 65 | ARD   | Juan Marmesat      | 28 février 2001 (18 ans)  | 1,90 m | 2019    | BM Aragón           | -         |
| 3  | PVT   | Kostadin Petrov    | 30 mars 1992 (27 ans)     | 1,92 m | 2019    | RK Pelister         | -         |
| 15 | PVT   | Pedro Fuentes      | 22 juin 1986 (33 ans)     | 1,90 m | 2016    | BM Aragón           | -         |
| 24 | PVT   | Jorge Romanillos   | 6 janvier 2001 (18 ans)   | 1,87 m | 2019    | Formé au club       | -         |

## Identité visuelle

Ancien logo
Logo actuel